# Kings Theatre
O Kings Theatre é um cine-teatro localizado no distrito do Brooklyn, na cidade de Nova Iorque, Estados Unidos..

## História
Inaugurado em 7 de setembro de 1929 com o nome de Loew's Kings Theatre pela empresa de Marcus Loew (atual Loews Cineplex Entertainment), figurou por muito tempo entre os cincos maiores palácios de entretenimentos da empresa, numa lista conhecida por Loew's Wonder Theatres.
O filme de inauguração foi Evangeline, e neste dia também houve espetáculos ao vivo, apresentação de orquestra e solo de órgão de tubos, além da presença da atriz e protagonista de Evangeline, Dolores del Río.
No dia 30 de agosto de 1977, foi exibido A Ilha do Adeus, o último filme sob a administração da empresa fundadora do cinema e a partir desta data, o local permaneceu fechado por décadas, deteriorando toda a sua decoração e mobiliário dos anos dourados dos grandes cinemas norte-americanos.
Em 1979 o prédio passou para a administração da prefeitura de New York City. Em 2007, foi reparado o telhado e no início da década de 2010, o município, em parceria com a empresa ACE Theatrical Group of Houston, iniciou uma reforma completa, com o objetivo de restaurar o local, mantendo os mesmos aspectos e visual do dia de sua inauguração. 
O prédio foi incluído no Registro Nacional de Lugares Históricos em 22 de agosto de 2012.
Em 3 de fevereiro de 2015, o Kings Theatre foi reinaugurado com uma apresentação da cantora Diana Ross.